# Floyd Ziegler
Floyd Ziegler (* 17. August 1958 in Kitchener, Ontario) ist ein kanadischer Snookerspieler aus Brantford, Ontario.

## Karriere
Floyd Ziegler gewann 2007 und 2010 die kanadische Snookermeisterschaft und kam 2011 auf Platz 2. 2012 durfte der kanadische Snookerverband einen Spieler für einen freien Platz auf der Snooker Main Tour nominieren und wählte den 53-jährigen Floyd Ziegler. Dieser meldete jedoch während der gesamten Saison 2012/13 nur für zwei Turniere im Juli 2012 und trat dann wegen Visumsproblemen nicht an. In der Snookerweltrangliste wurde er die ganze Saison über auf dem letzten Platz geführt. Obwohl seine Nominierung noch für ein zweites Profijahr gültig gewesen wäre, wurde Ziegler in der folgenden Saison nicht mehr berücksichtigt. Ende Juni 2013 gewann er seinen dritten kanadischen Meistertitel.

## Erfolge
- Kanadischer Meister 2007, 2010, 2013 (Zweitplatzierter 2011, 2014, 2015, 2016, 2023)
- Kanadischer Senioren-Meister 2017, 2018, 2023 (Zweitplatzierter 2019)